# 登石郁朗
登石 郁朗（といし いくろう、1954年2月3日 - ）は日本の裁判官、検察官、公証人。釧路地方裁判所所長等を経て、札幌高等裁判所部総括判事を最後に依願退官し、公証人に転じた。

## 人物・経歴
東京大学法学部卒業後、横浜地方裁判所判事補、岡山地方裁判所判事補、宮崎地方裁判所判事補、法務省刑事局付検事、東京地方裁判所判事、札幌地方裁判所判事、北海道大学大学院法学研究科客員教授、司法研修所教官、東京高等裁判所判事を経て、2006年から6年間は東京地方裁判所部総括判事、2012年4月より大阪地方裁判所部総括判事、2015年4月より東京高等裁判所判事、同年12月から釧路地方裁判所・釧路家庭裁判所所長。2017年9月より札幌高等裁判所部総括判事。2018年11月目黒公証役場公証人。

## 主な裁判
日付は判決日である。
2006年11月1日
構造計算書偽造問題・木村建設事件
2007年10月31日
トンボ鉛筆会長覚せい剤所持事件
2009年12月16日
お台場フィリピン人バラバラ殺人事件
2010年10月4日
江戸川区児童虐待死事件
2011年
日本振興銀行の検査妨害事件（2月14日）
陸山会事件（9月26日）
大相撲野球賭博事件（10月7日）
不明
法政大学学生運動の一斉検挙